# Тарасов, Игорь (футболист)
Игорь Тарасов (латыш. Igors Tarasovs; род. 16 октября 1988, Рига) — латвийский футболист, защитник и опорный полузащитник клуба «Хутник». Бывший игрок сборной Латвии.

## Биография
В начале взрослой карьеры выступал в системе рижского «Сконто» — в первой лиге Латвии за команду «Сконто-2»/«ЮФЦ» и в высшей лиге за команду «Олимп», являвшуюся фактически молодёжной сборной Латвии. В основном составе «Сконто» играл в 2009—2011 годах, за это время стал чемпионом (2010) и бронзовым призёром (2009) чемпионата Латвии, а также победил в Балтийской лиге (2011). Признан лучшим игроком «Сконто» по итогам 2011 года.
В феврале 2012 года отказался продлевать контракт со «Сконто» впервые перешёл в зарубежный клуб — азербайджанский «Симург», подписав полугодичный контракт, играл в клубе вместе с товарищем по сборной Латвии Андреем Рубиным. Однако команда боролась только за сохранение места в высшем дивизионе, что успешно выполнила, и через полгода игрок вернулся в Латвию. Присоединившись к «Вентспилсу», футболист стал бронзовым призёром чемпионата 2012 года, а в 2013 году со своим клубом сделал «золотой дубль» — завоевал чемпионский титул и Кубок Латвии.
В начале 2014 года был на просмотре в западноевропейских клубах, но в итоге вместе с Гиртом Карлсоном подписал контракт с «Неманом» (Гродно). В чемпионате клуб был середняком, а в Кубке Белоруссии 2013/14 дошёл до финала. В дополнительное время матча 1/4 финала Кубка против БАТЭ (2:1) Тарасов забил победный гол в ворота партнёра по сборной Германа Малиньша. В начале 2015 года перешёл в польский клуб «Ягеллония» (Белосток), где провёл полтора сезона и в сезоне 2014/15 стал бронзовым призёром чемпионата Польши. В сезоне 2016/17 играл во втором дивизионе Турции за «Гиресунспор», причём практически пропустил весеннюю часть сезона, сыграв 14 матчей осенью и лишь один — весной. Летом 2017 года вернулся в Польшу, но играл уже за другой клуб — «Шлёнск» (Вроцлав), провёл в его составе два сезона.
В осенней части сезона 2019 года играл на родине за «Спартак» (Юрмала). Весной 2020 года выступал в чемпионате Венгрии за «Капошвари Ракоци», а летом перешёл в «КуПС» (Куопио), с которым занял третье место в чемпионате Финляндии.
В 2008—2010 годах выступал за молодёжную сборную Латвии. 3 марта 2010 года дебютировал в национальной сборной Латвии в товарищеском матче против Анголы, заменив на 73-й минуте Виталия Астафьева. Свой первый гол за сборную забил 10 октября 2017 года в отборочном турнире чемпионата мира в ворота Андорры.
В 2022 году принял решение о завершении карьеры в национальной команде. В составе сборной Латвии провёл 47 матчей, отметившись двумя забитыми мячами.

## Достижения
- Чемпион Латвии: 2010, 2013
- Обладатель Кубка Латвии: 2013
- Финалист Кубка Белоруссии: 2013/14